# کانتری اسکوایر لیک (ایندیانا)
کانتری اسکوایر لیک (به انگلیسی: Country Squire Lakes) یک منطقهٔ مسکونی در ایالات متحده آمریکا است که در شهرستان جنینگز، ایندیانا واقع شده‌است. کانتری اسکوایر لیک ۷٫۰۰ کیلومتر مربع مساحت و ۳٬۵۷۱ نفر جمعیت دارد و ۲۱۶٫۴۱ متر بالاتر از سطح دریا واقع شده‌است.